# Härnösand
Härnösand è una città della Svezia, capoluogo del comune omonimo, nella contea di Västernorrland. Ha una popolazione di 17 556 abitanti.